# Hemiphyllodactylus yunnanensis
Hemiphyllodactylus yunnanensis är en ödleart som beskrevs av  George Albert Boulenger 1903. Hemiphyllodactylus yunnanensis ingår i släktet Hemiphyllodactylus och familjen geckoödlor.

## Underarter
Arten delas in i följande underarter:
- H. y. longlingensis
- H. y. jinpingensis
- H. y. dushanensis
- H. y. yunnanensis